# McCoy McLemore
McCoy McLemore jr. (Houston, 3 aprile 1942 – Houston, 30 aprile 2009) è stato un cestista statunitense, professionista nella NBA.

## Carriera
Venne selezionato dai San Francisco Warriors al terzo giro del Draft NBA 1964 (23ª scelta assoluta).

## Palmarès
- Campionato NBA: 1

Milwaukee Bucks: 1971